# Netomocera formiciformis
Netomocera formiciformis (лат.) — вид паразитических наездников из семейства Pteromalidae (Chalcidoidea) отряда перепончатокрылые насекомые, в составе подсемейства Diparinae. Неотропика (Гватемала, Мексика).

## Описание
Мелкие хальцидоидные наездники с коренастым телом. Длина самок от 1,5 до 1,9 мм (самцы от 1,2 до 1,6 мм). Основная окраска чёрная, ноги и усики буроватые. Отличаются муравьевидной формой самок и их брахиптерией, выступающим передним краем клипеуса, чёрной головой со светло-голубоватым металлическим отблеском. Формула члеников усиков: 1-1-1-7-3. Жгутик усика самок булавовидный с асимметричной булавой, самцы имеют длинные нитевидные антенны, без дифференцированной булавы, и оба пола обладают широким субквадратным петиолем. Самки брахиптерные, самцы макроптерные. Оба пола имеют крупный первый тергит, занимающий как минимум половину длины брюшка. Хозяева неизвестны, предположительно ими являются личинки насекомых.

## Систематика
Вид Netomocera был впервые описан в 2019 году румынским энтомологом Mircea-Dan Mitroiu («Alexandru Ioan Cuza» University of Iași, Faculty of Biology, Яссы, Румыния). Вид Netomocera formiciformis сходен с таксонами Netomocera  merida. Видовое название N. formiciformis дано по признаку внешнего сходства с муравьями.